# Sandra Milowanoff
Sandra Milowanoff (Sant Petersburg, Imperi Rus, 23 de juny de 1892 – 9è districte de París 9 de maig de 1957) és el nom artístic d' Alexandrine Alekseievna Milovanova, actriu francesa de cinema, inicialment ballarina de dansa clàssica.

## Biografia
Li apassionava des de molt jove la dansa clàssica. Durant vuit anys va assistir a les escoles de dansa de Sant Petersburg, com a alumna «petit rat», i després va passar a la companyia de la cèlebre Anna Pavlova.
Després de participar com a ballarina en una gira triomfal per diferents capitals europees amb la companyia de Serguei Diàguilev, va deixar Rússia en 1917 fugint de la Revolució bolxevic. Refugiada al costat de la seva família s Montecarlo, va interpretar un petit paper en una pel·lícula de fulletó realitzada per René Navarre.
Fascinat per la seva bellesa i accent, el director francès Louis Feuillade va esprémer tot el seu talent per a la comèdia en la pel·lícula Les Deux Gamines al costat de l'actriu Blanche Montel. Donat l'èxit obtingut, el mateix director li va encarregar el paper protagonista en el fulletó cinematogràfic de dotze episodis Parisette.
Sota la direcció de Henri Fescourt va participar en la pel·lícula Les Misérables on va interpretar els papers de Fantine i de Cosette. Es va adaptar tan bé a la tragèdia que immediatament va encarnar el paper d'heroïna protagonista a Pêcheur d'Islande, sota la direcció de Jacques de Baroncelli.
Després d'una cadena d'èxits, l'estrella de Sandra Milowanoff es va apagar amb l'arribada del cinema sonor. Retirada i en el més complet anonimat, va morir a París el 9 de maig de 1957, i fou sebollida al cementiri de Pantin (Seine-Saint-Denis).

## Filmografia
- 1920 : Les Deux Gamines – fulletó de 12 episodis de Louis Feuillade
  - Fleur de Paris
  - La nuit de printemps
  - La fugitive
  - La mort vivante
  - Le lys sous l'orage
  - L'accalmie
  - Celle qu'on attendait plus
  - Parmi les loups
  - Le serment de Ginette
  - Le candidat à la mort
  - La cité des chiffons
  - Le retour
- 1921 : L'Orpheline - fulletó de 12 episodis de Louis Feuillade
  - Malheurs de Némorin
  - Orpheline
  - Le complot
  - L'intruse
  - Délivrance
  - Le traquenard
  - À l'ombre du clocher
  - La conquête d'un héritage
  - Soirs de Paris
  - Chagrin d'amour
  - Le revenant
  - Vers le bonheur
- 1921 : Parisette fulletó de 12 episodis de Louis Feuillade
  - Parisette 1 : Manoela
  - Parisette 2 : Le secret de madame Stéfan
  - Parisette 3 : L’affaire de Neuilly
  - Parisette 4 : L’enquête
  - Parisette 5 : La piste
  - Parisette 6 : Grand-père
  - Parisette 7 : Le faux révérend
  - Parisette 8 : Family house
  - Parisette 9 : L’impasse
  - Parisette 10 : Le triomphe de Cogolin
  - Parisette 11 : La fortune de Joaquim
  - Parisette 12 : Le secret des Costabella
- 1922 : Le Fils du Flibustier fulletó de 12 episodis de Louis Feuillade
  - La Flibuste
  - Le pavillon noir
  - Le vaisseau maudit
  - Maman
  - La noce d'Anaïs
  - La mission d'un fils
  - Le justicier
  - La drogue blanche
  - Le passé
  - Le revenant de Saint-Fons
  - Le maître-chanteur
  - Le testament
- 1922 : Le Sens de la mort de Iàkov Protazànov
- 1923 : Le Gamin de Paris de Louis Feuillade
- 1923 : Nêne de Jacques de Baroncelli
- 1923 : La Légende de sœur Béatrix de Jacques de Baroncelli
- 1924 : La Flambée des rêves de Jacques de Baroncelli
- 1924 : Pêcheur d'Islande de Jacques de Baroncelli
- 1924 : Jocaste de Gaston Ravel
- 1925 : Le Fantôme du Moulin-Rouge de René Clair : Yvonne Vincent
- 1925 : Les Misérables d'Henri Fescourt, rodada en quatre èpoques
  - Prologue et Fantine
  - Cosette
  - Marius
  - L'épopée rue Saint-Denis
- 1926 : Mauprat de Jean Epstein
- 1926 : Les Larmes de Colette de René Barberis
- 1927 : La Proie du vent de René Clair : Hélène
- 1927 : La condesa María de Benito Perojo
- 1927 : 'Dahält die welt dem atem an de Felix Basch
- 1927 : Förseglade läppar de Gustaf Molander
- 1928 : La Veine de René Barberis
- 1928 : La Faute de Monique de Maurice Gleize
- 1929 : La Meilleure Maîtresse de René Hervil
- 1929 : Dans la nuit de Charles Vanel
- 1940 : Après Mein Kampf, mes crimes de Alexandre Ryder
- 1945 : Le jugement dernier de René Chanas
- 1948 : Le comédien de Sacha Guitry
- 1950 : Ils ont vingt ans - film de René Delacroix - rôle : La mère d'Anita